# Замысел операции
Замысел операции (боя) — главная идея, определяющая способ выполнения поставленной боевой задачи, основная содержательная часть и суть решения на операцию (или решения на бой). Как правило, в замысле операции (замысле боя) определяются:
- задействованная группировка сил и их оперативное построение (боевой порядок),
- направления главных и вспомогательных ударов, районы сосредоточения основных усилий,
- способы разгрома противника, порядок нанесения ему огневого и ядерного поражения, мероприятия по введению его в заблуждение.

Конкретная суть каждого замысла операции зависит от её вида, намеченных целей, боевых задач и состава имеющихся сил и средств. После его формулирования и надлежащего оформления на карте, замысел операции становится основой для разработки плана операции и всей последующей работы по определению задач войскам, их подготовки, а также — отработки взаимодействия, обеспечения и управления в предстоящих боевых действиях.